# Crònica Majora
La Chronica majora es considera l'obra principal de Mateu de París (m. 1259), membre de la comunitat benedictina anglesa de Sant Albà. L'obra, que comença amb la Creació i s'estén fins a la mort de l'autor, es considera un intent de presentar una història universal del món.

## Context
Durant el segle xii, els historiadors van començar a distanciar-se dels cronistes monàstics tradicionals, com il·lustra la reflexió de Gervasi de Canterbury, el 1188, qui distingia entre l'estil difús i elegant de l'historiador i l'estil més senzill i breu del cronista:
L'historiador procedeix de manera difusa i elegant, mentre que el cronista procedeix senzillament, gradualment i breument. El cronista calcula els anys per Anno Domini i els mesos per calendes, i descriu breument les accions dels reis i prínceps que es van produir en aquells moments; també commemora esdeveniments, presagis i meravelles.

## Estructura i conservació
L'obra, escrita en llatí, es conserva en tres volums. Els dos primers, que abasten des de la Creació fins al 1188 i del 1189 al 1253 (MS 26 i MS 16), es troben a la Parker Library del Corpus Christi College de Cambridge. El tercer volum, que cobreix el període de 1254 fins a 1259, es conserva a la Biblioteca Britànica (Royal MS 14 C VII folis 157-218), enquadernat juntament amb la Historia Anglorum, un resum de la mateixa Chronica que cobreix el període 1070-1253.

## Procés de creació

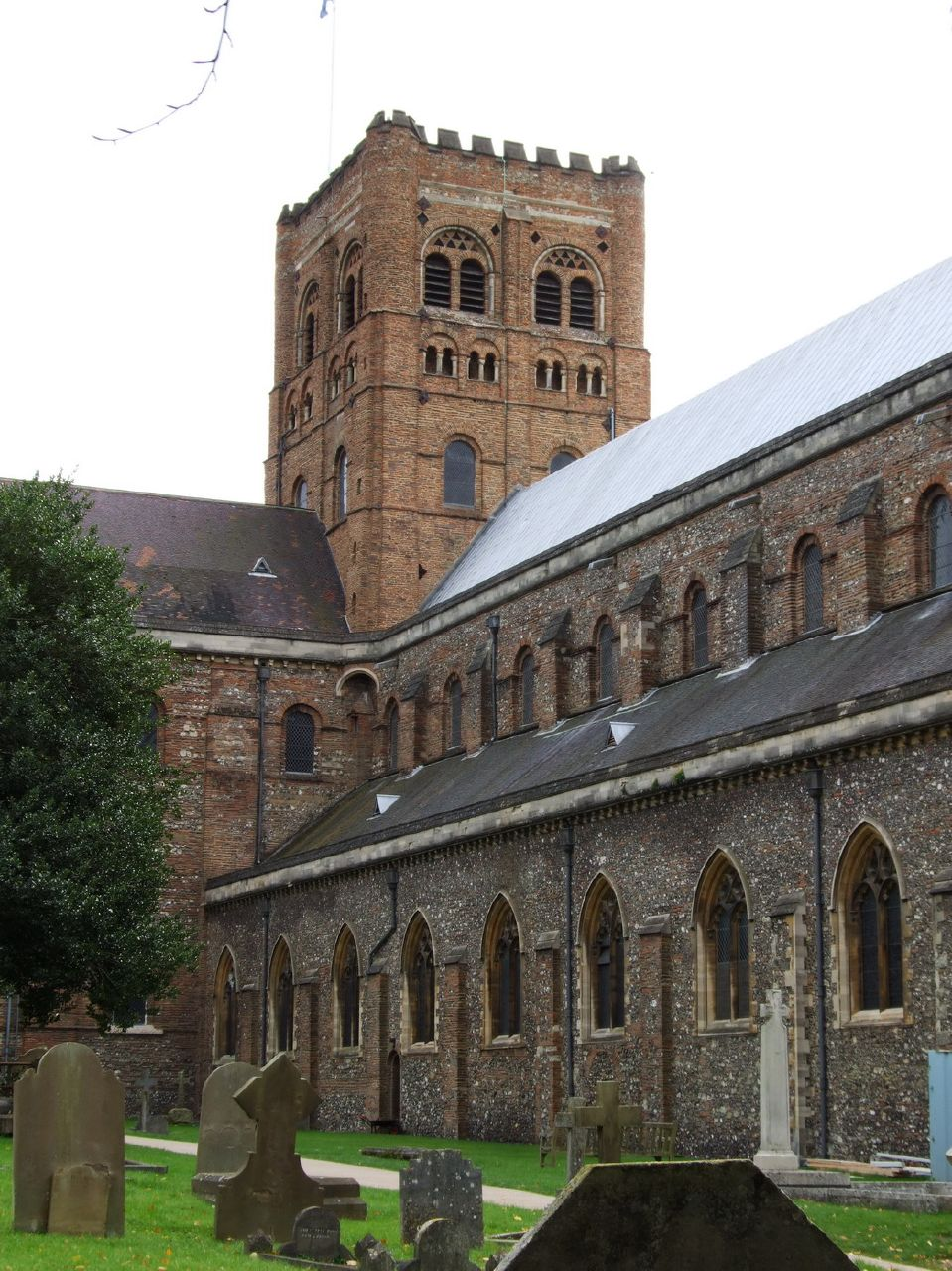
Abadia i catedral de Sant Albà

Els monjos de l'Abadia de St. Albà inicialment només volien fer una còpia del Flores historiarum de Roger de Wendover, i Mateu de París va començar revisant aquest text fins al 1235, i el 1257 va decidir continuar la compilació.
La seva metodologia va més enllà de la tradició, ja que va incorporar més de 200 documents d'arxiu, incloent:
- Cartes que es remunten al segle VIII[5]
- Els drets de l'abadia de Sant Albà[5]
- Un dossier sobre la canonització de Sant Edmund de Canterbury[6]
- Un inventari detallat de joies i artefactes de l'abadia de St. Albà,[6] complementat amb una addenda en el Liber Additamentorum, que també és un armorial.

### Dibuix
Mateu de París destacava no només com a escriptor sinó també com a il·lustrador. Els manuscrits supervivents són considerats exemples excepcionals del manuscrit gòtic anglès, incloent-hi alguns dels mapes més antics coneguts de la Gran Bretanya i Terra Santa.

## Abast i característiques historiogràfiques
Tot i centrar-se principalment en Anglaterra, la Chronica majora cobreix esdeveniments a diverses regions europees, incloent-hi Noruega, Hongria, Sicília i els estats croats. És una font important sobre:
- Les invasions mongoles
- El conflicte entre Frederic II i els Papes
- L'esclat de la Segona Guerra dels Barons (1258-1267)[7]

La Chronica majora representa l'evolució de l'escriptura històrica del segle XIII, que buscava transformar els annals en una forma d'expressió més universal. Tot i que segueix un ordre cronològic, l'obra esdevé un treball de diverses capes gràcies a la pràctica monàstica de revisar i augmentar les entrades retrospectivament. Aquesta metodologia era característica dels intents del segle XIII de sintetitzar i consolidar l'escriptura històrica, oferint un testimoni valuós de la societat, la política i la cultura de l'època. La Chronica va més enllà del que era habitual en la seva època per la seva àmplia inclusió de fonts i evidències, i els nombrosos canvis suggereixen que Mateu de Paris va reelaborar gran part del seu material, expandint tant el seu paper com a autor com la naturalesa historiogràfica de la seva escriptura.

### Aproximació historiogràfica i pensament
El debat sobre l'estatus historiogràfic de Mateu de París reflecteix una tensió fonamental en la historiografia medieval entre la compilació i la creació. La seva posició com a historiador ha estat objecte de debat acadèmic: mentre alguns el consideren principalment un compilador, altres veuen el seu treball com una producció annalística feixuga.
La seva metodologia historiogràfica es caracteritza per diversos elements distintius. En primer lloc, Mateu donava gran importància als prodigis i meravelles, especialment al prefaci i a les pàgines finals de la Chronica, on va incloure una llista de fenòmens extraordinaris que, segons ell, havien succeït durant cinquanta anys. Aquesta pràctica, lluny de ser una simple superstició, s'emmarcava en la tradició historiogràfica llatina, seguint models com Ciceró, que va influir tant en ell com en els seus contemporanis.
Com a monjo benedictí de tendència conservadora, Mateu interpretava els signes i auguris com a advertències divines sobre futures calamitats (fam i altres misèries) que afectarien la humanitat com a càstig pels seus pecats. Per a ell, la història tenia una funció didàctica moral: mostrar com les accions pecaminoses conduïen inevitablement a la necessitat de buscar el perdó diví. Aquest enfocament moralitzant era comú en la historiografia monàstica medieval, però Mateu el va desenvolupar amb particular èmfasi. La història esdevenia així una eina d'instrucció moral i un mitjà per guiar tant el benestar terrenal com celestial del poble de Déu.
Aquesta perspectiva ideològica va influir en el seu tractament de diversos temes, des de la seva visió dels jueus fins a la cobertura de la invasió mongol, escrivint sempre des d'una posició que prioritzava els interessos propis. Els estudis moderns han identificat una tendència a distorsionar la narració històrica amb l'objectiu de preservar la integritat de la seva abadia i regne.

### Valor històric
Malgrat que la Chronica majora no ofereix una visió completament objectiva dels esdeveniments i personatges, permet entendre la perspectiva d'un intel·lectual anglès del segle XIII sobre els esdeveniments que afectaven el seu país i altres regnes europeus. Per aquesta raó, es considera un dels documents supervivents més importants de la història de l'Europa llatina.

## Influència posterior
La transmissió de la influència historiogràfica medieval seguia diversos camins: la còpia directa de manuscrits, les citacions en altres obres, i l'adopció de metodologies o estils narratius. En el cas de Mateu de París, el que fa única la seva obra és precisament el que podria haver influït més en historiadors posteriors: la seva metodologia d'incorporar i preservar documents originals, i la seva manera d'estructurar la narrativa històrica de forma quasi periodística.

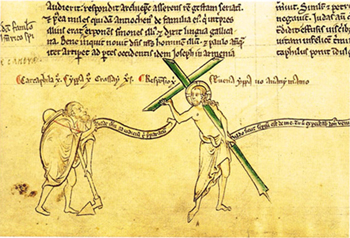
El jueu errant (esquerra) es troba amb Crist en el seu camí cap al Calvari, tal com es mostra a la Chronica majora

En sobreviure en tres volums diferents documentats, suggereix que la Chronica majora va ser considerada prou important per ser preservada acuradament, i va tenir una influència innegable i duradora en la historiografia posterior, arribant a figures com Francesc d'Eiximenis.
Tot i els biaixos, es reconeix que la Chronica majora ofereix una visió valuosa de com els contemporanis entenien i utilitzaven la història per comprendre el seu lloc al món. L'obra destaca per proporcionar una història enciclopèdica dels afers de la seva comunitat i per preservar un nombre sense precedents de fonts i documents que d'altra manera s'haurien perdut.
Un element particularment significatiu de la Chronica és que conté una de les primeres descripcions i representacions conegudes del «jueu errant», una figura llegendària que, segons la tradició, va colpejar i increpar Jesús en el seu camí cap a la crucifixió, sent condemnat a caminar per la terra fins a la Segona vinguda. Aquesta inclusió exemplifica la intersecció entre historiografia, moralitat i cultura popular medieval característica d'aquest treball.

## Edicions
- Matthew Parker (1571); Edició Zuric de 1589 a (Bayerische StaatsBibliothek digital), (Google) ; (1606)
- William Wats (1641); Edició de París de 1644 a (Google) ; Edició de 1684 a (Hathi Trust)
- Henry Richards Luard, per a la sèrie Rolls (1872–80): vol 1, vol 2, vol 3, vol 4, vol 5, vol 6 (the Additamenta ), vol 7 (índex i glossari)
- Felix Liebermann, per al MGH (1888) (Fragments) Enllaç

## Traduccions
- Traducció a l'anglès de John Allen Giles (1852–54), vol 1, vol 2, vol 3 [només del 1235 al 1259, de Wats, amb la continuació fins al 1273]